# Mühlenbecker Land
Mühlenbecker Land è un comune di 15 438 abitanti del Brandeburgo, in Germania.

Appartiene al circondario (Landkreis) dell'Oberhavel (targa OHV).

## Storia
Il comune venne formato il 26 ottobre 2003 dalla fusione dei comuni di Mühlenbeck, Schildow, Schönfließ e Zühlsdorf. Il nome del nuovo comune significa "Regione di Mühlenbeck", con riferimento al centro abitato più importante.

## Società

### Evoluzione demografica
- Sviluppo della popolazione dal 1875 entro gli attuali confini (Linea Blu: Popolazione; Linea puntata: Confronto dello sviluppo della popolazione dello stato del Brandenburgo; Sfondo grigio: Ai tempi del governo nazista; Sfondo rosso: Al tempo del governo comunista)
- Sviluppo recente della popolazione (Linea blu) e previsioni

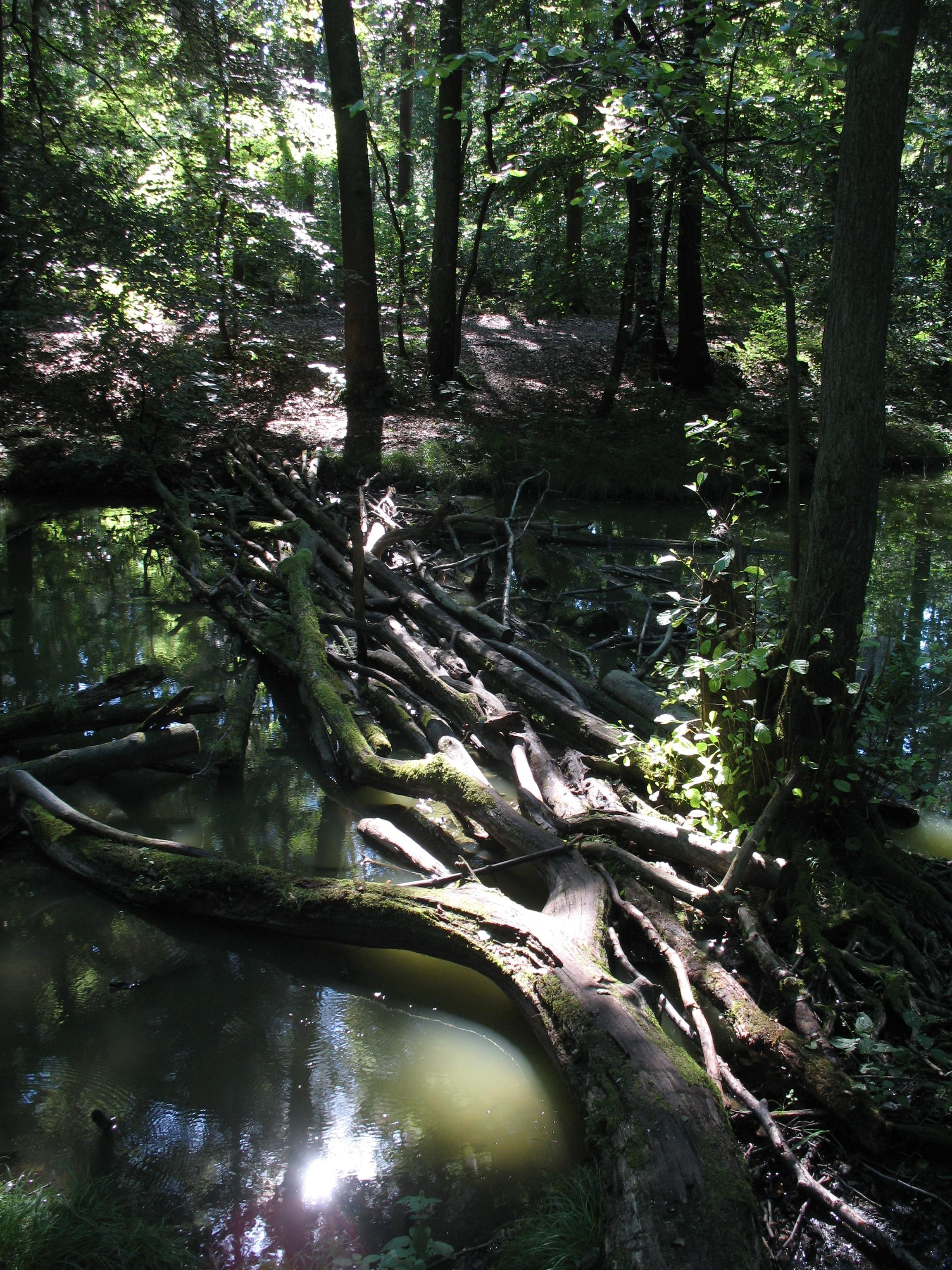
Ruscello "Tegeler Fließ"

## Geografia antropica
Il comune di Mühlenbecker Land è suddiviso nelle frazioni (Ortsteil) di Mühlenbeck, Schildow, Schönfließ e Zühlsdorf.